# Monastère de la Transfiguration du Sauveur (Staraïa Roussa)
Le monastère de la Transfiguration du Sauveur à Staraïa Roussa (en russe : Старорусский Спасо-Преображенский мужской монастырь) est un très ancien monastère orthodoxe pour hommes, qui n'est plus en activité. Des services religieux y sont toutefois encore célébrés. Il est situé dans le centre de la ville de Staraïa Roussa (au nord), non loin des rives de la rivière Polist. C'est un des plus anciens monastères de Russie (1192) qui fait partie du patrimoine pré-mongole de la Rus' .

## Histoire
La première mention de ce monastère date de 1192 dans la Première chronique de Novgorod . 
Le monastère est construit sous le principat d'Iaroslav Vladimirovitch, prince de Novgorod, fils de Vladimir III de Kiev par l'higoumène Martirien (mort en 1199) surnommé Rouchanine. À l'origine, c'était une église en bois, d'un seul étage, dénommée de la Transfiguration-du-Sauveur. Elle est détruite par un incendie et, à sa place, Martirien, élevé entre-temps au rang d'archevêque, fait construire une église en pierre ne comprenant qu'un seul autel. Il la consacre lui-même à la Dormition de la Vierge.
Au cours des siècles qui ont suivi le monastère fut souvent assiégé par les forces lituaniennes et suédoises. Après les attaques suédoises des années 1628 aux années 1630, le monastère a été reconstruit et agrandi considérablement. L'église s'est vu adjoindre trois autres édifices en pierre .
Selon l'inventaire du monastère en date de l'année 1739, outre les trois églises en pierre dont une comprenait une cuisine, un réfectoire, un cellier, il existait aussi un clocher et un logement en bois pour l'archimandrite, un dispensaire, des celliers à bière et à kvas, des granges à céréales, des écuries, des bains, des jardins fruitiers et potagers, des ateliers. Le monastère était entouré d'une clôture de plus de 500 mètres, auquel deux portes en bois donnaient accès.
En 1880—1890, une nouvelle cathédrale et quelques annexes en pierre sont élevées en l'honneur du retour des reliques et d'une icône précieuse originaire de Staraïa Roussa. En 1892, le monastère se voit attribuer le titre de monastère de première classe.
Entre 1917 et 1922, le monastère est dirigé par l'évêque Dimitri. Puis il est fermé par le pouvoir soviétique et la plupart de ses bâtiments n'ont pas été détruits, mais ont souffert de vétusté au cours des ans. Des maisons individuelles ont été construites à proximité ou à leur place. Durant la seconde Guerre mondiale, le commandement allemand occupait la place. Durant les combats pour la prise de la ville, le monastère a beaucoup souffert. En 1960, des travaux de restaurations ont été menés sous la conduite de Tamara Gladenko. Après leur achèvement en 1973, un musée régional de Staraïa Roussa a été installé dans les lieux.
Actuellement le monastère subsiste avec quatre église en pierre, deux bâtiments en pierre et l'ossature de la cathédrale de l'icône de la Mère de Dieu de Staraïa Roussa qui a été reconstruite pour servir de bâtiment d'école de sport.

## Édifices

### Église de la Transfiguration du Sauveur
Édifiée par l'higoumène Martiri en 1192 elle a subi un incendie qui l'a détruit elle et la ville. En 1198 un nouvel édifice en pierre est construit. Au milieu du XVe siècle elle est détruite presque jusqu'aux fondations. Après 1690 et au début du XIXe siècle elle est restaurée. 
Après la Révolution d'Octobre 1917 l'église est fermée et dans les années 1930 sert d'entrepôt à grain comme beaucoup d'autres édifices religieux de Veliki Novgorod et Staraïa Roussa. Durant la période de la Seconde Guerre mondiale l'édifice a été fort endommagé.
Transfiguration du Sauveur - Nativité du Christ - église de la Présentation (Sretenie).

### Église de la Nativité duChrist
L'église de la Nativité du Christ a été construite en bois à l'origine. Vers 1630 elle a été reconstruite en pierre. Elle est adjacente au clocher du côté nord.
Après la révolution d'Octobre 1917, l'église sert de lieu de dépôt des archives du district.
Le bâtiment a été fortement endommagé par les combats de la Seconde Guerre mondiale. Après restauration, un musée des traditions locales a été installé à l'étage.

### Église de la Présentation (Sretenie) et réfectoire
L'église de la Présentation au temple avec son réfectoire est construite à 8 mètres de l'église de la Nativité. Sa construction date de 1630, mais elle existait auparavant, construite en bois depuis les années 1530-1540. Elle est caractérisée par son asymétrie (elle n'est pas située strictement dans l'alignement de l'axe du réfectoire) qui est voulue pour des raisons esthétiques.  
Le bâtiment a sérieusement été endommagé pendant la Seconde Guerre mondiale.

### Église de l'icône de la Mère de Dieu de Staraïa Roussa
En 1888 l'icône miraculeuse de Staraïa Roussa de la Mère de Dieu est revenue de Tikhvine où elle se trouvait depuis 1570. Une cathédrale appelée de l'icône a été construite et consacrée le 31 août 1892. En 1960 elle a été transformée et convertie en école de sport.

### Clocher
Un clocher de quatre étages est adjacent à l'église de la transfiguration du Sauveur. Il a été construit après les dévastations par les Suédois des années 1620. Ce n'est pas un clocher ordinaire mais une espèce de pilier sous des cloches. En 1818, il est fortement endommagé puis reconstruit avec une galerie ronde supplémentaire qui a nécessité l'enlèvement d'une série de fenêtres, du carillon et d'une partie de la décoration. Au XVIIIe siècle, le premier étage était donné en location comme cave à vin. 
En 1930, la flèche du clocher a été détruite. L'année suivante la cloche a été enlevée. Durant la Seconde Guerre mondiale, les Allemands construisirent une plate-forme en béton armé à l'étage supérieur pour y installer une mitrailleuse. Après la guerre lors des restaurations, comme la plupart des bâtiments de Staraïa Roussa avaient conservés leurs formes anciennes il a été décide de détruire dans la mesure du possible les ajouts du XIXe siècle pour redonner aux édifices leur aspect primitif .